# Califórnia da Canção Nativa
A Califórnia da Canção Nativa é um evento artístico musical que ocorre no Rio Grande do Sul desde 1971, considerada patrimônio cultural do Estado, sendo modelo de divulgação da música regional gaúcha.
Ocorrendo durante o ano provas eliminatórias em diversas cidades gaúchas, e por fim, após a triagem de mais de 500 músicas, as finais ocorrem na cidade de Uruguaiana, fronteira oeste do Rio Grande do Sul, onde, conforme o grau de vitórias, é concebido o prêmio máximo: a Calhandra de Ouro.

## O Nome "Califórnia"
A palavra Califórnia já era conhecida no Rio Grande do Sul desde suas origens. Em meados do século XIX foram famosas as Califórnias do Chico Pedro. Foi Garci Rodríguez de Montalvo o criador da palavra, pelos anos 1500, quando escreveu a famosa novela Las sergas de Esplandián. Os eruditos ainda disputam sobre a etimologia da palavra, a Academia inclinada a propugnar como sendo derivado de Califa.
Entre os gaúchos, o termo Califórnia evoluiu de conceito, significando a "carreira de que participam mais de dois parelheiros" (Dicionário de Regionalismos do Rio Grande do Sul, de Zeno Cardoso Nunes e Rui Cardoso Nunes). Nessa acepção pode-se encontrar a seguinte passagem em Alcides Maia: "(...) Acabavam de correr uma califórnia: levava-a de pescoço um potrilho pangaré" (Alcides Maia, Ruínas Vivas, 1910). 
Como o festival de música gaúcha era também uma disputa entre melhores, e por ser as califórnias uma característica genuinamente gaúcha, por extensão, o festival ganhou esse epíteto.

## História

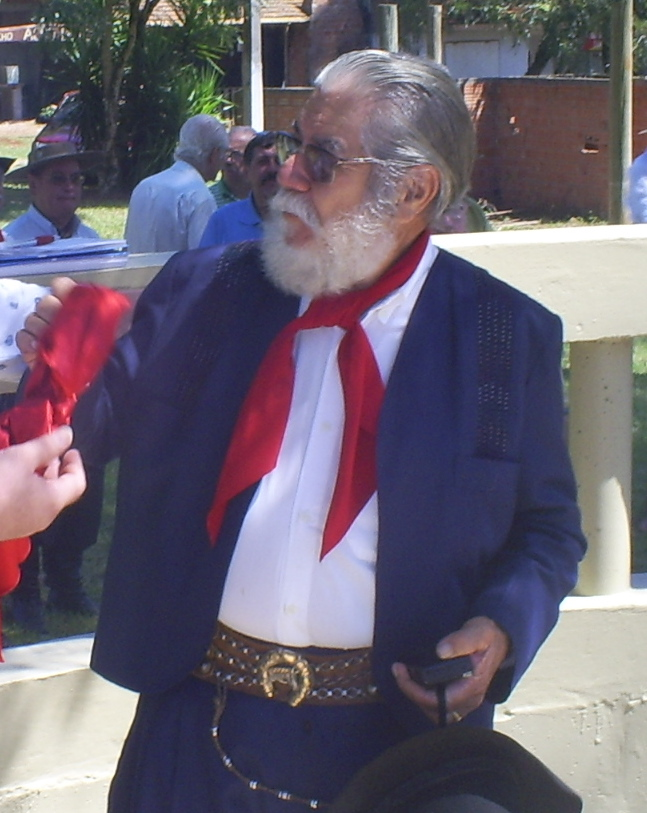
Telmo de Lima Freitas, vencedor em 1979, com Esquilador

O evento surgiu em 1971 em meio aos anos de chumbo, reunindo as mais diversas variações musicais nativas do Rio Grande do Sul organizada pelo CTG Sinuelo do Pago e prefeitura municipal, ambos de Uruguaiana. Inicialmente, sua primeira edição não teve tanta repercussão porém, algumas edições tiveram mais de 60 mil pessoas e atualmente é o maior evento cultural regional do Brasil.
Conforme Cícero Galeno Lopes, em artigo publicado no livro RS índio: cartografia sobre a produção do conhecimento, Leopoldo Rassier pealou a censura ao cantar a música Tema de marcação, (poema de Luiz Coronel musicado por Marco Aurélio Vasconcellos), no festival de 1975, através de uma ambiguidade entre dois personagens históricos: o lunar de Sepé Tiaraju e a estrela de Che Guevara, já que ambos lutaram por liberdade, tinham "uma estrela na testa" e foram "pra baixo desse chão". Além de Rassier (que compunha militância no Partido Comunista Brasileiro), diversos membros do Movimento Tradicionalista Gaúcho eram  esquerdistas e compunham letras de crítica a Ditadura Militar Brasileira.

## Presidentes
Os presidentes da Califórnia da Canção Nativa foram:
- 1971-1973 - Henrique Dias de Freitas Lima
- 1974-1976 - Colmar Pereira Duarte
- 1977-1979 - Mauro Dante Aymone Lopes
- 1980-1981 - Carlos Alberto da Rosa
- 1982-1984 - Ricardo Pereira Duarte
- 1985-1986 - Nelson José Pereira da Silva
- 1987-1989 - Lourival Araújo Gonçalves
- 1990 - Mauro Dante Aymone Lopes
- 1991 - Carlos Alberto da Rosa
- 1992 - Luiz Machado Estábile
- 1993-1995 - José Mário Rodrigues de Freitas
- 1996 - José Antônimo Marques Fagundes
- 1997-1998 - José Mário Rodrigues de Freitas
- 1999-2003 - Lourival Araújo Gonçalves
- 2004 - Júlio Machado da Silva
- 2005-2013 - Maurício Castanho Vidal
- 2014-2022 - Luiz Machado Estábile